# Symplocarpus nabekuraensis
Symplocarpus nabekuraensis är en kallaväxtart som beskrevs av Otsuka och Ken Inoue. Symplocarpus nabekuraensis ingår i släktet Symplocarpus och familjen kallaväxter. Inga underarter finns listade.